# Splet 2.0
Splet 2.0 je najbolj povezan s spletnimi aplikacijami, ki podpirajo razširjeno uporabnost, izmenjavo informacij in sodelovanje na svetovnem spletu. Splet 2.0 torej omogoča uporabnikom interakcijo in sodelovanje drug z drugim, poleg tega pa vključuje še uporabnike kot aktivne člane, ki lahko sodelujejo pri ustvarjanju vsebin v virtualni skupnosti. Ponuja veliko več, kot je ponujal splet 1.0, ki je uporabnike omejil na pasivno gledanje vsebin, katere so bile ustvarjene za njih. Splet 2.0 vključuje socialno mreženje, bloge, wikije, spletne aplikacije itd. 
Izraz splet 2.0 ali splet druge generacije je tesno povezan z imenom Tim O'Reilly zaradi konference iz leta 2004. O'Reilly definira splet 2.0 kot poslovno revolucijo v računalniški industriji, ki jo je povzročil premik na internet kot platformo. O'Reilly poudari, da je zelo pomembna izdelava aplikacij, ki z večanjem števila uporabnikov postajajo vse boljše. O'Reilly poudari tudi, da ne gre samo za tehnične spremembe, ampak tudi za lažji način uporabljanja že znanih orodij za uporabnike. Splet 2.0 združuje tudi različne rešitve in vsebuje spletne dnevnike, socialna omrežja, tehnologije itd. Splet 2.0 je do uporabnika bolj prijazen, vsebine so lažje dostopne in uporabnik ima večjo vlogo pri soustvarjanju vsebin. 
Splet 2.0 se uporablja za spletno komuniciranje, sodelovanje, ustvarjanje, iskanje informacij, objavljanje, poslovanje, uporabljanje spletnih storitev itd.
Splet 2.0 je zmnožek spletnih tehnologij in inovacij uporabe, ki dopolnjujejo dotedanjo uporabo in razumevanje spleta ter njegova ozadja, ki ga pogosto predstavljajo kot poslovno revolucijo s premikom k internetu kot osnovi za uspeh. Bistvo spleta 2.0 je sodelovanje uporabnikov interneta pri dopolnjevanju obstoječih in oblikovanju novih vsebin, medtem ko so uporabniki na spletu 1.0 uporabljali le obstoječe vsebine. Posameznik prispeva k vsebini, zato nudi Web 2.0 informacije vseh možnih tem in področij. Sistem prinaša kategorizacijo in urejenost vsebine s povezano arhitekturo, sodelovanje pa hkrati zahteva vedno hitrejše povezave in izboljšane tehnologije.
Podatki na spletu 2.0 se pojavljajo v obliki in lokaciji po želji uporabnika, ki jih lahko poljubno uredi ali pa preuredi v popolnoma drugačen kontekst v povezavi z drugimi informacijami. Kategorizacija ima več namenov, eden od njih je zaslužek, ki ga lahko ustvari uporabnik, npr. z Google AdSense programom, osnovanim na kategorizaciji podatkov. Za primer navedimo kuharski blog novih receptov in ocene restavracij. Primer: Avtor lahko ob stran bloga doda povezave do produktov, ki bi morda zanimali bralce bloga, kot je npr. nov kuhinjski lonec Zepter. Avtor bloga bo pri tem služil od števila klikov drugih obiskovalcev na ponudbe.
Pri Web 2.0 so spletne vsebine pod slabim nadzorom lastnikov spleta in bližje Tim Berners-Lee-jevi zamisli spleta, ki naj bo demokratičen, osebni (angl.: Do-It-Yourself) medij komunikacije. Tok vsebin ne poteka več izključno po e-pošti, ampak preko različnih družbenih in osebnih mrež. Web 2.0 predstavlja odmik od statičnih spletnih strani in uporabe iskalnikov k dinamičnemu, interaktivnemu svetovnemu sodelovanju na spletu.

## Aplikacije spleta 2.0
Družbeno mrežo sestavlja vse več spletnih orodij in platform, kjer lahko ljudje delijo svoje poglede, mnenja, misli in izkušnje. Aplikacije spleta 2.0 temeljijo na spletnem sodelovanju in izmenjavi informacij med uporabniki.

### Blogi in mikroblogi
Blogi se vodijo kot prostori, kjer posamezniki ali skupine, pišejo za spletno občinstvo. Ti se pogosto opisujejo kot spletni dnevniki, ki jih uporabniki pogosto posodabljajo. Tak primer bloga je Blogger in primer mikrobloga je Twitter.

### Wikiji
Wikiji so odprte spletne strani, kjer lahko vsak objavi vsebino, jo spreminja ali spremeni vsebino od katerega drugega uporabnika. Strani, ustvarjene na Wikijih so med seboj povezane z mrežo številnih hiperpovezav v besedilu, ki omogočajo skok do sorodnih strani. Najbolj znan primer je spletna enciklopedija Wikipedija.

### Označevanje
Ena od ključnih praks za splet 2.0 je označevanje, kjer gre za označevanje ali razvrščanje spletne strani z meta oznako. Uporabnik svoje posamezne prispevke označi z oznakami, torej s ključnimi besedami, ki opisujejo njegovo vsebino in pripomore k lažjemu iskanju.

### Spletna mesta za socialna omrežja
Uporabniki socialnih mrež ima svoj profil o sebi, objavljajo fotografije, informacije o svojem okolju, delu, pogledih in so "prijatelji" z drugimi uporabniki. Taki primeri spletnih socialnih mrež so: facebook, hi5, myspace, netlog, idr.

### RSS naročanje
RSS je družina formatov, ki uporabniku omogočajo da se naroči na želene  vire preko katerih se najnovejša vsebina samodejno posodablja brez da bi bilo potrebno uporabniku obiskati spletno stran. Da se lahko naroči, je potrebno predhodno namestiti programsko opremo, katera bo redno preverjale posodobitve in uporabnika ves čas obveščala o spremembah.

### Multimedijske skupnosti (photo/video sharing)
Multimedijske skupnosti omogočajo uporabnikom shranjevanje in izmenjavo multimedijskih vsebin. Dobro znani primeri so YouTube (video), Flickr (fotografije) in iTunes (zvok).

## Kulturni vidik

### Konceptualni problemi pojma splet 2.0
Koncept Splet 2.0 je normativen in se nanaša na definicijo superiorne oblike interneta; Sam pojem pa naj bi opredeljeval tehnične in zatorej nevtralne fenomene. Ampak se osredotoča na spremembo na bolje. Razliko med pojmoma Splet 1.0 in Splet 2.0 lahko opredelimo na zelo preprost način: Splet 1.0 je splet kot informacijski izvor medtem ko je Splet 2.0 splet kot participatorna platforma.
Pojem Splet 2.0 se premakne iz informacijskega v participatoren diskurz – kar ga privedlo do opolnomočenja in emancipacije. Fenomen se velikokrat opredeli kot odprto komunikacijski sistem z decentralizirano avtoriteto. Njegova orodja pa spodbujajo demokratičnost in avtonomijo svojih uporabnikov, saj se lahko uporabniki izražajo skozi bloge, forume, socialna omrežja ipd.

### Kulturna dimenzija pojma splet 2.0
Pojem Splet 2.0 lahko razumemo kot strukturni prostori v dialektičnem razmerju z normativnimi kulturnimi ideali neke skupnosti in individualizma. Sprememba, ki se zgodi na spletu je ta, ki svoje uporabnike pripelje do participativne navade. Slednji predpostavlja visoko stopnjo aktivnega vključevanja in dinamičnosti znotraj samega procesa. Kolektivne in mrežne oblike interakcije, ki jih ponazarja Splet 2.0 pa otežujejo trditev, da je participatorna navada zgolj odsev trenda radikalnega individualizma, ki stremi k hiperkonzumističnim težnjam. Ta način vključevanja je lahko razumeti skozi Lichtermanovo teorijo personalizma. Personalizem je oblika individualizma, ki stoji zunaj konvencionalnega kontrasta med avtoriteto individualističnega samouresničevanja in željo skupnosti.
V primeru spletnih skupnosti in zadnjih oblikah razvoja Spleta 2.0 se je videlo, da se osredotočajo in opravljajo s posebnim tipom uporabnika: osebnost, ki že ima svoje ideje in misli vendar potrebuje nekaj logističnih orodij, da svoje zamisli prevede v dejanja. Uporabnik Spleta 2.0 je prav takšne vrste svobodnjaka, ki s pomočjo različnih spletnih mest in orodij ozraža samega sebe.
Splet 2.0 predstavlja več stvari: različne tehnike, novo generacijo tehnologije, nove modele delovanja, ki olajšajo družbene in ekspresivne prakse kontemporarnih uporabnikov Interneta. Poleg tega pa Splet 2.0 označuje širok kulturni pojem. Ustvari namreč novo navado, kjer gre za participacijo uporabnika. To je že obstajalo, vendar do prihoda Spleta 2.0 ni bilo orodij ali mesta za samouresničitev.

## Kritike
Kritiki trdijo, da termin "Splet 2.0" ne predstavlja nove različice svetovnega spleta, ampak le nadaljuje uporabo tehnologij in konceptov "Spleta 1.0". Tehnike, kot so AJAX, ne nadomeščajo temeljnih protokolov, kot so HTTP, ampak dodajo dodatno plast abstrakcije na njih. Mnoge ideje Spleta 2.0 so bile prikazana že v izvedbah omrežnih sistemov, še preden se je izraz "splet 2.0" pojavil. Na primer Amazon.com, je omogočal uporabnikom pisanje recenzij od začetkov obstoja, leta 1995, v obliki samoobjavljanja. Amazon je odprl tudi svoje API za zunanje razvijalce v letu 2002 . Prejšnji razvoji so prav tako izvirali iz raziskav v računalniško podprtem skupinskem učenju in iz računalniško podprtega sodelovanja ter iz ustanovljenih produktov, kot so Lotus Notes in Lotus Domino. Vse to se je pojavilo že pred Spletom 2.0.
Verjetno pa je najbolj pogosta kritika, da je izraz nejasen oziroma zgolj modna muha. V intervjuju, , Tim Berners-Lee opiše izraz "Splet 2.0" kot "del žargona":
Drugi kritiki označijo Splet 2.0 kot "drugi mehurček" (sklicujoč se na mehurček Dot-com v letih 1995−2001), kar namiguje, da preveč družb Spleta 2.0 poskuša razviti isti produkt, vendar s pomanjkanjem poslovnih modelov. Josh Kopelman omeni, da je Web 2.0 navddušil le 53.651 ljudi (število naročnikov v tem času na TechCrunch - spletni blog, ki zajema ustanavljanje in tehnične novice Spleta 2.0). To pa je premalo uporabnikov za ekonomsko sposoben cilj potrošniškov uporabe.
Iz družbenega vidika Spleta 2.0, kritiki, kot Andrew Keen, trdijo, da je Splet 2.0 ustvarili kult digitalnega narcizma in amaterizma, ki spodkopava pojem strokovnega znanja, z omogočanjem vsakomur in kjerkoli deliti in naložiti neprimerno vsebino s svojim mnenjem o vseh zadevah in kakršnokoli vsebino, ne glede na njihove posebne sposobnosti, znanje, pristranskosti, ali mogoče skritih talentov. Keenova knjiga, Kult za amaterje, iz leta 2007, trdi, da je jedro prevzema Spleta 2.0, da so vsa mnenja in uporabniško generirane vsebine enako dragocene in pomembne, zgrešena. Poleg tega je Sunday Timesov kritik John Flintoff, Splet 2.0 označil, kot da Splet 2.0 "ustvarja neskončni digitalni gozd povprečnosti: neobveščenih političnih komentarjev, neprimernih domačih videov, sramotno amatersko glasbo, neberljivih pesmi, esejev in romanov", in je tudi trdil, da je Wikipedija polna "napak, pol resnice in nesporazumov ".  ". Michael Gorman, bivši predsednik ameriškega bibliotekarskega društva se je izrazil o svojem nasprotovanju Spleta 2.0 zaradi pomanjkanja strokovnega znanja, čeprav je prepričan, da obstaja nekaj upanja za prihodnost: "Naloga pred nami je v digitalnem svetu razširiti vrline pristnosti, strokovnega znanja in znanstvenega aparata, ki so bili zgrajeni v 500 letih tiska." 

## Primeri spletnih storitev 2.0
EBAY.com je najbolj znana prodajalna in draža na internetu. Vsakdo lahko poizkusi prodati storitev ali produkt po želeni ceni. Oblikovalcev te spletne strani ne zanima kaj bodo ponudniki prodajali, niti jih ne zanima, ali jim bo uspelo stvar prodati, skrbijo le za vzdrževanje strani in redno pazijo na varnost nakupov.
Google maps so satelitski posnetki zemlje ter natančni zemljevidi. Google ponuja interaktivne, hibridne zemljevide, kjer je slika satelitska, na njej pa so napisane ulice, ceste, mesta, itd. Storitev ne bi bila web 2.0 storitev, če Google ne bi dovolil vsakemu razvijalcu spletnih orodij, da vključi v "Google Maps" svojo storitev in na karti prikaže poljubne svoje podatke. Funkcionalen primer je uporaba Google maps na čikaški policiji v ZDA, kjer so na zemljevidu prikazana vsa nedavna kriminalna dejanja.
iGoogle je privzeta spletna stran, ki si jo oblikuje uporabnik sam. Tako si lahko spletni uporabnik nastavi poljubne novice, bloge, doda kakšno spletno aplikacijo na stran, torej si prilagodi stran po svoji želji. Cilj je, da si ustvari uporabnik vse teme in novice, ki so zanj zanimive, na enem spletnem mestu, ki bi jih v nasprotnem primeru moral odpirati in iskati po spletu.
Amazon.com je največja spletna knjigarna. Storitev je zelo podobna ebay.com storitvi, s to razliko, da je namenjena izključno nakupu knjig.
Huffingtonpost.com je storitev, ki ponuja novice z več medijev. Obravnava vedno trenutno najbolj vroče, pogosto politično obarvane novice, ki so večkrat povezave na osnovno novico določenega spletnega medija. Huffingtonpost pa je tudi ena izmed vodilnih strani za blogerje.
Primerjava med storitvami Web 1.0 in Web 2.0:
| Web 1.0            | Web 2.0        |
| ------------------ | -------------- |
| DoubleClick        | Google AdSense |
| Ofoto              | Flickr         |
| Akamai             | BitTorrent     |
| Mp3.com            | Napster        |
| Britannica Online  | Wikipedia      |
| Osebne strani      | Blogi          |
| Objavljanje strani | Sodelovanje    |

Zanimiva je primerjava med storitvijo DoubleClick in Google-ovim AdSense-om ter Yahoo-jevim Search Markting-om.
Double Click je pionir na področju internetnih storitev. Podjetje se ukvarja z oglaševanjem na spletu, vendar storitev omejuje z zastavljenim poslovnim planom s predpostavko, da je bistvo interneta ustvarjanje in ne soustvarjanje internetne strani ter da je pomembna velikost spletnih strani, če merimo velikost po številu obiskovalcev, malih strani pa ni potrebno upoštevati.
Google in Yahoo! pa uporabljata znanje, ki ga Chris Anderson imenuje "dolgi rep" in izhaja iz statistike v ekonomiji. Predstavlja pa grafikon, pri katerem se določene vrednosti proti neskončnosti čedalje bolj približujejo abcisni osi. Dolgi rep je strategija podjetij, kot je Amazon.com, ki prodaja ogromne količine unikatnih produktov (knjig), v relativno majhnih količinah posameznega artikla.
Pri Googlovem AdSense gre za razmišljanje o trgu kot o skupni moči majhnih strani, ki ustvarijo večji del internetne vsebine, DoubleClick-ova ponudba pa zahteva uradno prodajno pogodbo, s čimer omejijo trg na nekaj tisoč največjih spletnih strani.
Google in Yahoo! sta omogočila oglaševanje na kateri koli strani, izognila sta se praksi reklamnih agencij s pop-up okni, ki se pokažejo kar na sredi strani in motijo uporabnika. Uporabili so uporabniku prijazno oglaševanje ob strani ekrana - z oglasi, ki so v kontekstu s temo, ki jo trenutno beremo na spletu.

## Principi Web 2.0 tehnologije
Šest idej je prvi poudaril Tim O'Reilly, ki pomagajo razumeti močan vpliv Web 2.0 tehnologije. To so ideje ustvarjanja več kot zmore le globalni informacijski prostor in imajo družabni poudarek. Sodelovanje, prispevanje in skupna last so osnova Web 2.0. Imamo občutek, kot da se pred nami gradi nova struktura družbe. Ideje so neposreden ali posreden odziv moči omrežja, katerega posledica topologije na mikro in makro ravneh ustvarja miljarde internetnih uporabnikov.

### Individualna in uporabniško ustvarjena vsebina
S klikom na miško naloži uporabnik na svoj spletni prostor video, tekst, sliko ali film, ga tekstovno etiketira - tagira, in ga izmenjuje s prijatelji na spletu. Mnogo ljudi piše bloge ali ustvarja nove informacij s pomočjo wikijev. Ta orodja so tako odstranila oviro vstopa na internet, kot so vzniknile samozaložbe, z laserskimi tiskalniki v 80. letih prejšnjega stoletja. Mediji so začeli uporabljati uporabniško ustvarjeno vsebino v svojih prispevkih. Uporabniki interneta so s prispevanimi gradivi za tv mreže, časopise in spletne strani postali soustvarjalci informacij. Zaradi vse cenejših in kakovostnejših video kamer postajajo uporabniki spleta novinarji na kraju dogodka.

### Izkoriščanja znanja množic
Modrost množic predvideva hipotezo o zbiranju informacij v skupinah, ko je v mnogih primerih skupinska ocena natančnejša od odločitve strokovnjaka posameznika. Primer uporabe modrosti množice na Web 2.0 je programsko orodje Cloudmark, kot filter nezaželene pošte, ki zbira podatke uporabnikov e-pošte in njihove odločitve, kot nezaželeno ali zaželeno. Na podlagi uporabnikov e-pošte in njihove odločitve, kot nezaželeno ali zaželeno. Na podlagi teh podatkov potem Cloudmark ugotavlja, v katero kategorijo spada prispela pošta. Sistem je doslednejši od osebne ocene vsebine sporočila.
V isti sklop sodi tudi Crowdsourcing, ki je spletno obveščanje izbranih multimedijskih vsebin drugim uporabnikom (angl.: outsourcing). Primer so multimedijske spletne strani Youtube, Flickr in podobne, ko so uporabniško ustvarjene vsebine za uporabo plačila.

### Podatki v ogromnih količinah
Z informacijsko tehnologijo ustvarjamo in uporabljamo trajno naraščajočo količino informacij. Za podjetja, kot je npr. Google je pomembnost podatkov neprecenjljiva. Ključni del poslovanja teh podjetij je upravljanje in urejanje ogromnih količin podatkov v podatkovnih bazah. Google meri obsežnost podatkov svoje podatkovne baze v nekaj sto petabajtih, ki se vsak dan poveča za terabajt novih.
Brez podjetij, kot je Google, si življenja ne predstavljamo več, njihove storitve nam lajšajo življenje. Pojavi pa se vprašanje lastnine in varnosti podatkov. Podatki so vir sredstev, ki se lahko ponovno uporabijo pri tem nastopi še vprašanje zasebnosti.

### Arhitektura sodelovanja
Je ozadje, ki izboljša aplikacijo oziroma storitev. Sistem zajame sodelovanje uporabnika in izkoristi izkušnje izboljšanja sistema; tak primer je Google search. Netipični predstavnik Web 2.0 je program BitTorrent, ki ima decentralizirano delovanje. Pri njem ugotovimo, da prav mreža uporabnikov - nalagalnikov naredi sistem tako učinkovit, ker nudi vsak uporabnik svojo pasovno širino in podatke drugim uporabnikom. Več ko je uporabnikov, več virov in sredstev je na voljo. BitTorrent potrjuje ključno Web 2.0 ugotovitev; več kot je uporabnikov, boljša je storitev.

### Učinek omrežja
Obstajata dva koncepta vključevanja Web 2.0 tehnologije. Prvi je učinek omrežja, ki temelji na obsežnosti omrežja, ali ekonomični in socialni vpletenosti novih uporabnikov storitev na spletu. Drug koncept je moč zakonodaje in njena vključenost v omrežje. Oboje nas popelje v razpravo o dolgem repu. Osredotočili se bomo le na učinek omrežja.
Učinek omrežja je gospodarski izraz, ki opisuje povečano korist obstoječemu uporabniku storitve, ko se poveča število novih uporabnikov zaradi možnega medsebojnega delovanja - interakcije. Več kot je uporabnikov, večji je učinek omrežja. Izraz se največkrat uporablja pri opisovanju obsega povečane uporabnosti telefonskega omrežja, s povečanim številom uporabnikov. Za primer navedimo vključitev novega uporabnika v telefonsko omrežje. Z vključitvijo ne pridobi le nov uporabnik, ampak imajo neposredno korist že obstoječi uporabniki, ker lahko sedaj pokličejo nekoga, ki ga prej niso mogli. Obstaja očitna povezava z razvojem družbne tehnologije, kot je npr. MySpace. Ko se pridruži nov uporabnik k družabni mreži, imao korist od te pridružitve že obstoječi uporabniki. Ko učinek omrežja narašča in postanejo uporabniki pozorni na povečan obseg storitev, se uporaba storitev na trgu neizmerno poveča.

### Odprtost
Vzporedno z razvojem spleta so se razvila tudi pravna, politična in kulturna pravila za pravice dostopa do digitalnih vsebin. Vendar na spletu velja tradicija sodelovanja na odprtosti, ki jo neizprosno podpira Web 2.0 tehnologija. Delo z odprtimi standardi, uporaba odprtokodnih programskih orodij, izkoriščanje prosto dostopne vsebine, ponovna uporaba vsebine in delovanje v namenu odprte inovacije so lastnosti, ki se neposredno nanašajo na Web 2.0. Pomembna tehnologija pri razvoju Web 2.0 je odprta koda brskalnika Firefox in njen sistem raztegljivih dodatkov, ki dovoljujejo eksperimentiranje. Web 2.0 poudarja uporabo informacij v veliki podatkovni bazi, ki jo polnijo razne storitve.